# Gymnázium Slaný

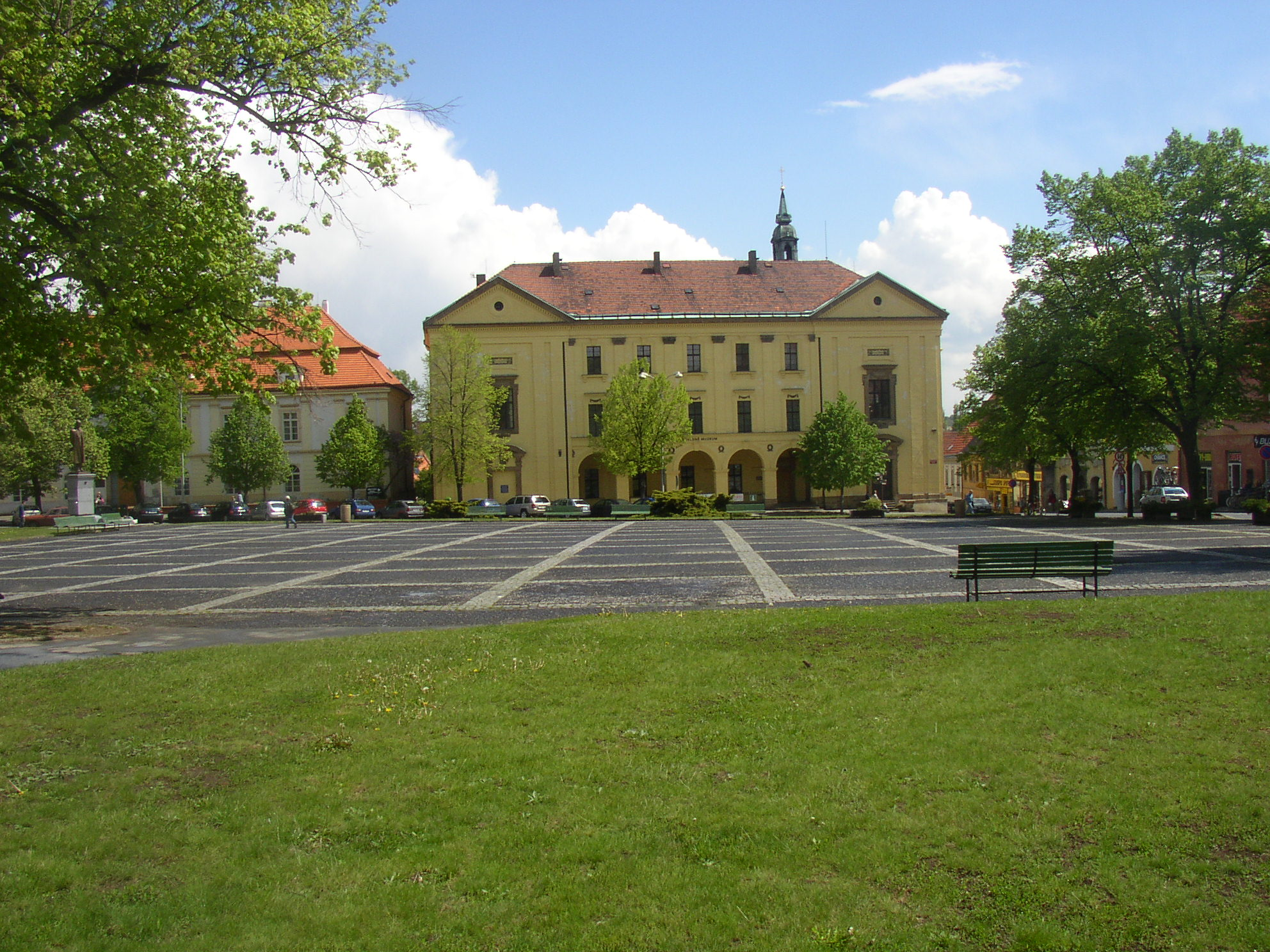
Původní piaristická kolej na Masarykově náměstí, dnes sídlo městského muzea a knihovny

Gymnázium Václava Beneše Třebízského ve Slaném je střední škola nabízející čtyřleté i osmileté studium. Navazuje na piaristickou školu ze 17. století. Budova, ve které nyní sídlí, byla postavena v roce 1939. Za 2. světové války sídlilo v této budově gestapo.
Piaristická doba trvala s přestávkami přes 200 let (škola fungovala v letech 1658–1777, 1807–1832, 1858–1878). Obecní gymnázium zde bylo v letech 1878–1891, pak do roku 1909 šlo o státní gymnázium. Reálné gymnázium navázalo v letech 1909–1953; zprvu osmitřídní, po reformě 1948 pak čtyřtřídní. Další reformy rychle následovaly: Jedenáctiletá střední škola (1953), dvanáctiletka (1959), střední všeobecně vzdělávací škola (1961). Gymnáziem se škola opět nazývá od roku 1968. Zprvu bylo gymnázium čtyřtřídní, víceletým se stalo roku, osmiletým roku 1995, zároveň zde je opět vyšší čtyřleté studium.

## Ředitelé gymnázia (světský sbor)
- 1878–1904: Karel Koblížek
- 1904–1925: František Šafránek
- 1925–1941: Bohumil Zelenka
- 1941–1947: složité období
  - Karel Charvát (zatímní správce – sesazen Němci)
  - Václav Antropius (krátký čas zastupující Karla Charváta)
  - Josef Korejs (velmi loajální k Němcům, v květnu 1945 zatčen jako kolaborant)
  - Karel Charvát (v polovině května 1945 mu byla správa ústavu úředně vrácena, rehabilitační dekret byl doručen už umírajícímu – zemřel 21. 5. 1945)
- květen 1945: Jaroslav Trojan
- 21. 5. – 21. 7. 1945: Stanislav Holeček
- srpen 1945 – 27. 2. 1948: Václav Antropius
- duben 1947 – březen 1951: Sáva Racek (z Prahy jmenovaný titulární ředitel, do Slaného vůbec ani nezajel, dále vykonával funkci inspektora, zatímním správcem byl V. Antropius)
- březen 1948 – březen 1951: Ladislav Krkavec
- březen 1951 – srpen 1951: Václav Soukup (zatímní správce)
- září 1951 – srpen 1953: Ctibor Vořech (v září 1952 nastoupil do vojenské služby, školu zatím spravoval Augustin Fryč)
- září 1953 – srpen 1961: Josef Pour
- září 1961 – srpen 1982: Bohuslav Korec
- září 1982 – leden 1992: Vladimír Němec
- únor 1992 – červenec 1996: Jana Růžková
- srpen 1996 – dosud: RNDr. Milan Dundr, CSc.

## Slavní žáci a učitelé
- Obrozenci a buditelé: Job Felix Dobner, Mikuláš Voigt, Dominik František Kynský, Josef František Frič, Karel Alois Vinařický
- Osmačtyřicátníci: Václav Staněk, Alois Pravoslav Trojan
- Spisovatelé: Václav Beneš Třebízský, Jaroslav Vrchlický (v primě), Karel Toman, Josef Lacina (Kolda Malínský), Josef Rudolf Čeněk Čermák
- Historici a pedagogové: Karel Kazda
- Hudební virtuosové: Antonín Kammel, Josef Faměra
- Hudební teoretici a skladatelé: Jan Miroslav Květ, Václav Smetáček
- Věhlasní profesoři a lékaři: Rudolf Urbánek, Vlastimil Kybal, Antonín Heveroch, Jiří Štefel, Antonín Krecar
- Lidé od divadla a filmu: Olga Scheinpflugová, Jaroslav Novotný, Karel Smyczek
- Umělci: Vladimír Jelínek, Josef Kylies, Pokáč
- Polární výzkumník: Stanislav Fischer
- Konstruktéři: Josef Kozák

## Ostatní
- Studoval zde také vrah Viktor Kalivoda.